# Montano Antilia
Montano Antilia – miejscowość i gmina we Włoszech, w regionie Kampania, w prowincji Salerno.
Według danych na rok 2004 gminę zamieszkiwało 2219 osób, 67,2 os./km².